# Тимет
Вижте пояснителната страница за други значения на Тимет.
Тимет (на старогръцки: Θυμοίτης, Thymoites, на латински: Thymoetes) в гръцката митология е цар на Атика (1134 – 1126 пр.н.е.) след Троянската война.
Той е син на Оксинт и внук на Демофонт и Филида. Той убива по-големия си брат цар Афидант и се възцарява след това. Мелант се заселва в Атина и му взема трона  и така завършва владетелството на Кекропидите.